# 大澤さつき
大澤 さつき（おおざわ さつき、1972年5月5日 - ）は、愛媛県を拠点に活動する日本のフリーアナウンサー。松山ブライダルサービス (BS21) 所属。旧姓：高部。

## 来歴
神奈川県横浜市出身。神奈川県立柏陽高等学校、成蹊大学文学部英米文学科卒業。
大学を卒業後、1995年に愛媛朝日テレビ (eat) に入社。松岡誠司、大澤寧工とともに同局アナウンサーの1期生となる。
後に結婚。長男を出産した後、愛媛朝日テレビ総務部の経理担当になる。また後に次男を出産し、2児の母となる。
愛媛朝日テレビを退社してフリーに転向してからは、FM愛媛のラジオ番組を中心に活動している。また、所属事務所の事業である企業研修の講師、および式典や結婚披露宴の司会も務めている。

## 担当番組
特記のないデータは、すべて局アナnet（運営：JAT株式会社）に記載されているプロフィールからの参考。

### 愛媛朝日テレビ
- おまたせ土曜日 - MC
- EATニュースBOX - MC
- ワイド!スクランブル（テレビ朝日） - 愛媛担当中継リポーター
- 朝だ!生です旅サラダ（朝日放送） - 愛媛担当中継リポーター
- 全国高等学校野球選手権愛媛大会中継 - スタンドリポーター[1]

### フリー転向後
- Fine（FM愛媛） - 木曜・金曜パーソナリティ[4]、コーナー担当[3]（2016年4月 - 2018年3月・2024年7月 - ）
- Brillante!〜四国の輝く人たち〜（FM徳島・FM香川・FM愛媛・FM高知） - FM愛媛制作回パーソナリティ
- ニュース（FM愛媛）